# Pithana

Mapa hetyckiej Anatolii z położeniem miast Kussara (przypuszczalne) i Nesa (Kanesh)

Pithana, Pithanas – panujący w końcu XIX wieku p.n.e. król Kussary (het. Kuššara lub Kuššar), miasta we wschodniej Anatolii (dokładna lokalizacja nieznana).
W pochodzącym z późniejszego okresu tzw. Tekście Anitty występuje on jako ojciec Anitty i zdobywca sąsiedniego miasta Nesa (het. Neša, asyr. Kaniš, obecnie stanowisko Kültepe w Turcji). W samym Kültepe, w warstwie Ib, pochodzącej z czasów istnienia tam asyryjskiej kolonii kupieckiej, odkryto kilka tekstów  w których Pithana jest wzmiankowany. W jednym z nich wymieniany jest on wraz ze swym synem i następcą Anittą.